# Río Guadiatillo
El río Guadiatillo es un río del sur de la península ibérica, perteneciente a la cuenca hidrográfica del Guadalquivir, que discurre íntegramente por el norte de la provincia de Córdoba (España). 

## Curso
El río Guadiatillo nace en Sierra Morena, de la confluencia de los arroyos del Cura y de Linares, que descienden desde la sierra de las Tonadas. Realiza un recorrido en sentido norte-sur a lo largo de unos 22 km a través del término municipal de Villaviciosa de Córdoba hasta su desembocadura en el río Guadiato junto al Cerro del Trigo (465 m s. n. m.), dentro del parque natural Sierra de Hornachuelos. 

## Flora y fauna
De aguas cristalinas y frondosos bosques de ribera, el Guadiatillo discurre por parajes casi vírgenes donde habita el lince ibérico y otras especies como la nutria o el martín pescador.